# Palla dobelli
Palla dobelli är en fjärilsart som beskrevs av Hall 1919. Palla dobelli ingår i släktet Palla och familjen praktfjärilar. Inga underarter finns listade i Catalogue of Life.